# Løsørepant
 Denne artikel bør gennemlæses af en person med fagkendskab for at sikre den faglige korrekthed.

Løsørepant er en panteret i et løsøre.
Begrebet løsøre har ikke et nøje afgrænset indhold i retsanvendelsen. Følgende kan dog nævnes som værende løsøre (og dermed objekter for sikkerhedstillelse i form af løsørepantsætning):
- Inventar
- Produktionsmidler
- Motorkøretøjer

Fast ejendom er altså ikke et løsøre, hvorfor der ikke kan være tale om, at man har løsørepant i fx et hus.
En skyldner kan give en kreditor pant i et løsøre som sikkerhed for, at han betaler en underliggende fordring.